# Milivoj Slaviček
Milivoj Slaviček (ur. 24 października 1929 w Čakovcu, zm. 6 listopada 2012) – chorwacki poeta i tłumacz.